# Stavnäs distrikt
Stavnäs distrikt är ett distrikt i Arvika kommun och Värmlands län. Distriktet ligger omkring Klässbol i sydvästra Värmland. 

## Tidigare administrativ tillhörighet
Distriktet inrättades 2016 och utgörs av Stavnäs socken i Arvika kommun.
Området motsvarar den omfattning Stavnäs församling hade vid årsskiftet 1999/2000.

## Tätorter och småorter
I Stavnäs distrikt finns en tätort och en småort.

### Tätorter
- Klässbol

### Småorter
- Stömne